# るし長者
るし長者とは天竺にいたという伝説上の人物、ならびにそれを主人公とした物語である。表記は盧至長者、留志長者とも。
『盧至長者因縁経』、『法苑珠林』、『今昔物語集』巻3第22話「盧至長者語」、『古本説話集』「留志長者事」、『宇治拾遺物語』第6巻3話「るし長者のこと」、などに見られ、それらを素材として奈良絵本などもつくられている。

## 概要
天竺にるし長者という非常に慳貪（けんどん）な富豪が住んでいたが、その有り様を目にした帝釈天が、長者の姿そっくりに変化して現われて蔵をひらかせ、彼の財産をすべて他人に分け与えてしまう。るし長者は改心し慳貪の業（ごう）によって地獄道（あるいは餓鬼道）に落ちることをまぬがれ、家族にも優しくなる。